# Microgonia perfulvata
Microgonia perfulvata är en fjärilsart som beskrevs av Paul Dognin 1916. Microgonia perfulvata ingår i släktet Microgonia och familjen mätare. Inga underarter finns listade i Catalogue of Life.